# South Plains
South Plains (česky Jižní pláně) je hovorový termín pro geografický region v Texasu, sestávající z části regionu Llano Estacado a jižní části regionu Texas Panhandle, s centrem v Lubbocku. Oblast je známá těžbou ropy, ačkoliv South Plains je v převážné míře zemědělský region, který produkuje značnou část bavlny ve Spojených státech a ve kterém jsou rozsáhlé ranče. South Plains je též domovem několika vysokých škol a univerzit, největší z nich je Texas Tech University v Lubbocku.

## Okresy
V regionu je celkem 24 okresů:
Bailey, Borden, Briscoe, Castro, Cochran, Crosby, Dawson, Dickens, Floyd, Gaines, Garza, Hale, Hockley, Kent, King, Lamb, Lubbock, Lynn, Motley, Parmer, Scurry, Swisher, Terry a Yoakum.
Nejsevernější z nich (Parmer, Castro, Swisher, a Briscoe) jsou považovány za součást regionu Texas Panhandle.

## Nejvýznamnější města
| - Abernathy - Brownfield - Crosbyton - Dickens - Dimmitt - Farwell - Floydada - Gail - Guthrie - Jayton - Lamesa - Levelland - Littlefield | - Lubbock - Matador - Muleshoe - Morton - Olton - Plainview - Post - Seminole - Snyder - Spur - Tahoka - Tulia |

## Bavlna
Bavlna je nejčastěji pěstovanou plodinou v regionu. V letech 2004 a 2005 byly zaznamenány rekordní sklizně této plodiny. V regionu a sousedním území (dohromady v 31 okresech) bylo v roce 2005 sklizeno více než milion balík bavlny. Toto číslo dělá ze South Plains největší pěstitelský region bavlny na světě.

## Místní identita
Existuje mnoho firem a organizací, které používají termín “South Plains” jako část svého názvu. Je to například vysoká škola South Plains College v Levellandu; každoroční veletrh Panhandle-South Plains Fair v Lubbocku; regionální pobočka Amerického Červeného kříže, South Plains Regional Chapter of the American Red Cross; Výbor pro South Plains největší americké skautské organizace, South Plains Council of the Boy Scouts of America; a mnoho dalších veřejných a soukromých organizací.
South Plains je menší region v regionu Llano Estacado. Obyvatelé South Plains považují za svůj domov oba regiony.